# Каппелер, Андреас
Андре́ас Каппе́лер (нем. Andreas Kappeler; род. 20 сентября 1943 года, Винтертур, Швейцария) — австрийский историк российской и украинской тематики. Профессор Венского университета. Член Австрийской академии наук, иностранный член Национальной академии наук Украины, иностранный член Чувашской академии наук. Член редакционной коллегии журнала Ab Imperio.

## Биография
Учился в университетах Вены и Цюриха. Был профессором в Кёльнском университете.

## Научные интересы
Одним из первых западных ученых акцентировал внимание на многоэтничности тогдашнего Советского Союза и России в целом. Его труд «Россия как полиэтническая империя» позволил отойти от монолитной национальной истории России и увидеть другие регионы с отчасти отличными культурными и историческими традициями. Темы его научных работ об Украине — это украинский национализм, генезис, межэтнические отношения, история Галиции. Каппелер также известный научными синтезами истории России и Украины.

## Признание
- иностранный член Национальной академии наук Украины (1996)
- иностранный член Чувашской академии наук (1996)
- действительный член Австрийской академии наук (2001)
- Премия «Kardinal-Innitzer-Preis» (2006)
- Доктор h.c. Чувашского государственного университета (Чебоксары, 2007)